# Peter van Vossen
Peter Jacobus van Vossen, född 21 april 1968, är en nederländsk före detta professionell fotbollsspelare och fotbollstränare. Han spelade som yttermittfältare och/alternativt anfallare för fotbollsklubbarna VCV Zeeland, KSK Beveren, Anderlecht, Ajax, İstanbulspor, Rangers, Feyenoord, De Graafschap, VV Bennekom och SBV Vitesse mellan 1987 och 2004. van Vossen spelade också 31 landslagsmatcher för det nederländska fotbollslandslaget mellan 1992 och 2000.
Efter den aktiva spelarkarriären har han arbetat för AGOVV (assisterande tränare), Roosendaal (assisterande tränare), Almere City (assisterande tränare) och Fortuna Sittard (tränare).

## Titlar
Källa: 
| Ajax - Eredivisie (2) Anderlecht - Jupiler Pro League (1) - KNVB Cup (3) | Feyernoord - Eredivisie (1) Rangers - Scottish Football League (2) - Scottish Cup (1) |